# Boschi di Germagnana e Montalto
Boschi di Germagnana e Montalto este o arie protejată (arie specială de conservare — SAC, sit de importanță comunitară — SCI) din Italia întinsă pe o suprafață de 229 ha, integral pe uscat.

## Localizare
Centrul sitului Boschi di Germagnana e Montalto este situat la coordonatele 43°40′03″N 10°46′30″E / 43.6675°N 10.775°E.

## Înființare
Situl Boschi di Germagnana e Montalto a fost declarat sit de importanță comunitară în octombrie 2010 pentru a proteja 13 specii de animale. Situl a fost protejat și ca arie specială de conservare în mai 2016.

## Biodiversitate
Situată în ecoregiunea mediteraneană, aria protejată conține 4 habitate naturale: Păduri de Quercus ilex și Quercus rotundifolia, Păduri ilirice de stejar și carpen (Erythronio-Carpinion), Păduri panonice-balcanice de stejar turcesc - stejar sesil, Galerii de Salix alba și de Populus alba.
La baza desemnării sitului se află mai multe specii protejate:
- păsări (11): uliu păsărar (Accipiter nisus), cucuvea (Athene noctua), șorecarul comun (Buteo buteo), lăstun de casă (Delichon urbicum), vânturel roșu (Falco tinnunculus), rândunică (Hirundo rustica), prigoare (Merops apiaster), ciocănitoarea verde (Picus viridis), sitar de pădure (Scolopax rusticola), turturică (Streptopelia turtur), pupăză (Upupa epops)
- amfibieni (1): Triturus carnifex
- nevertebrate (1): rădașcă (Lucanus cervus)

Pe lângă speciile protejate, pe teritoriul sitului au mai fost identificate 14 specii de plante, 2 specii de amfibieni, 2 specii de nevertebrate.